# William Alfred Fowler
William Alfred Fowler (n. 9 august 1911, Pittsburgh, Pennsylvania, SUA – d. 14 martie 1995, Pasadena, California, SUA) a fost un fizician american, laureat al Premiului Nobel, în 1983, pentru studiile teoretice și experimentale asupra reacțiilor nucleare cu importanță în formarea elementelor chimice în univers, premiu pe care l-a împărțit cu Subrahmanyan Chandrasekhar (India).